# 宮 (漫畫)
《宫》（韓語：궁，又譯《我的野蛮王妃》）是韩国漫画家朴素熙的韓國漫畫作品。後於2006年改编成宮 (2006年電視劇)。

## 故事簡介
故事构建在皇室依然存在、实行君主立宪制的韩国。十七岁的王世子李信被中殿妈妈逼迫与先皇朋友的孙女结婚。李信觉得与其和素未谋面的女生结婚，还不如与互相了解的朋友结婚。于是便向闵孝琳求婚，结果被干脆地拒绝。当李信发现自己的结婚对象竟然是有过数次冲突并无意间听到自己告白的女生申彩静时，出于无聊中找乐趣的心理，便答应了婚事。而申彩静一面，为了缓解生活拮据的家庭的压力，也答应了婚事。尽管后又想取消婚事，终因为时已晚只得作罢。这时，曾为王世子、现为皇位第二顺承人的李律归国。在法度森严、寂寞幽深的宫中，开朗善良的申彩静、孤独自傲的李信、温柔体贴的李律，还有美丽聪明的闵孝琳，几人间将发展出怎样纠缠难解的情结？由此又会牵扯出上代怎样的恩怨？

## 登場角色

### 主要角色
申彩静（신채경）
个性活泼开朗，待人真诚坦率，对环境有极强的适应力。另外，音乐走调到令人想要跳楼的程度。
进宫后，渐渐发现信孤独的一面，于是体谅他，宽容他，不由自主地喜欢上了信。后来二人两情相悦。但为了皇室的名誉，被迫与信离婚。
李信（이신)
英俊理智的王世子，孤独而高傲，无论何时总是自己背负一切。然而个性极坏，自我主义，不懂得体谅他人的心情。后来在彩静的影响下慢慢改变。
被彩静的开朗所吸引，慢慢体验到真正的生活。对彩静正式告白后，两情相悦。但是彩静为了皇室的名誉被迫与其离婚。但李信并不了解其中缘由。为了忘记彩静而向孝琳在再次求婚，但並沒打算公開訂婚的消息。其後因發現自己無法忘記彩静而向孝琳提出分手。
李律（이율）
帅气温柔的第二皇子。因为父亲的突然离世丧失皇太子身份，离开皇宫前往英国居住。
深深倾慕着身为自己堂嫂、原未婚妻的彩静，总是温柔地守护着一旁，愿意为她放弃一切。突然丧失皇太子身份让他心里常常失衡。得知自己才应为皇帝，以此为要挟，逼迫中殿妈妈拆散彩静与信，更要脅彩静跟他出國。
闵孝琳（성효린）
美丽聪明的女生，梦想成为世界一流的舞蹈家。拒绝信的求婚后，对信仍恋恋不舍。
信与彩静离婚后，再度被李信求婚。訂婚後卻發現信仍然無法忘記彩静。在李信提出分手後她心有不甘，決定跟李律合作。

## 出版書籍
| 卷數 | 首爾文化社     | 首爾文化社             | 東立出版社     | 東立出版社             |
| 卷數 | 發售日期       | ISBN                   | 發售日期       | ISBN                   |
| ---- | -------------- | ---------------------- | -------------- | ---------------------- |
| 1    | 2002年11月25日 | ISBN 978-892-631-830-0 | 2004年11月15日 | ISBN 986-11-4640-7     |
| 2    | 2003年3月20日  | ISBN 978-892-631-820-1 | 2004年11月15日 | ISBN 986-11-4641-5     |
| 3    | 2003年7月1日   | ISBN 978-892-631-831-7 | 2004年12月18日 | ISBN 986-11-4642-3     |
| 4    | 2003年10月31日 | ISBN 978-892-631-693-1 | 2005年10月28日 | ISBN 986-11-4643-1     |
| 5    | 2004年2月1日   | ISBN 978-892-631-668-9 | 2006年1月21日  | ISBN 986-11-7141-X     |
| 6    | 2004年6月10日  | ISBN 978-892-631-669-6 | 2006年2月16日  | ISBN 986-11-7142-8     |
| 7    | 2004年10月20日 | ISBN 978-892-631-647-4 | 2006年2月16日  | ISBN 986-11-7143-6     |
| 8    | 2005年1月31日  | ISBN 978-892-631-766-2 | 2006年4月26日  | ISBN 986-11-8129-6     |
| 9    | 2005年5月31日  | ISBN 978-892-632-969-6 | 2006年5月4日   | ISBN 986-11-8130-X     |
| 10   | 2005年9月20日  | ISBN 978-892-633-319-8 | 2006年6月28日  | ISBN 986-11-8131-8     |
| 11   | 2006年1月30日  | ISBN 978-892-633-212-2 | 2006年8月16日  | ISBN 986-11-8998-X     |
| 12   | 2006年5月30日  | ISBN 978-892-631-904-8 | 2006年9月5日   | ISBN 986-11-8999-8     |
| 13   | 2006年11月9日  | ISBN 978-892-631-688-7 | 2007年2月10日  | ISBN 978-986-11-9616-9 |
| 14   | 2007年3月20日  | ISBN 978-892-634-789-8 | 2007年7月26日  | ISBN 978-986-11-9617-6 |
| 15   | 2007年6月20日  | ISBN 978-895-324-790-4 | 2007年10月26日 | ISBN 978-986-10-0750-2 |
| 16   | 2007年11月25日 | ISBN 978-892-634-791-1 | 2008年5月14日  | ISBN 978-986-10-1860-7 |
| 17   | 2008年3月31日  | ISBN 978-892-634-589-4 | 2008年11月10日 | ISBN 978-986-10-1861-4 |
| 18   | 2008年8月28日  | ISBN 978-892-632-970-2 | 2009年2月25日  | ISBN 978-986-10-3257-3 |
| 19   | 2009年1月25日  | ISBN 978-892-631-767-9 | 2009年10月2日  | ISBN 978-986-10-4275-6 |
| 20   | 2009年5月25日  | ISBN 978-892-631-692-4 | 2009年10月26日 | ISBN 978-986-10-4276-3 |
| 21   | 2009年9月30日  | ISBN 978-892-631-821-8 | 2010年1月7日   | ISBN 978-986-10-4921-2 |
| 22   | 2010年3月31日  | ISBN 978-892-630-997-1 | 2010年8月25日  | ISBN 978-986-10-6156-6 |
| 23   | 2010年7月30日  | ISBN 978-892-631-638-2 | 2010年12月20日 | ISBN 978-986-10-6902-9 |
| 24   | 2010年12月30日 | ISBN 978892631760-0    | 2011年12月21日 | ISBN 978-986-10-8253-0 |
| 25   | 2011年4月30日  | ISBN 978-892-631-872-0 | 2012年1月31日  | ISBN 978-986-10-8254-7 |
| 26   | 2011年9月30日  | ISBN 978-892-631-992-5 | 2013年3月27日  | ISBN 978-986-324-080-8 |
| 27   | 2011年12月27日 | ISBN 978-892-632-821-7 | 2013年4月29日  | ISBN 978-986-324-081-9 |
| 28   | 2012年6月27日  | ISBN 978-892-633-129-3 | 2013年6月10日  | ISBN 978-986-324-082-2 |

## 電視劇
於2006年1月11日在韓國MBC播出的電視劇，改編自韓國漫畫家朴素熙的同名漫畫作品，講述假設大韓民國也像英國、日本一樣為君主立憲制的背景之下所展開的故事。

## 外部連結
- 本作的部落格（页面存档备份，存于）
- 電視劇官方網站（MBC官網內）（页面存档备份，存于） 
- 日本代理電視劇官方網站（页面存档备份，存于）